# Lőver uszoda
A Lőver uszoda egy soproni, nemzetközi sportesemények megrendezésére is alkalmas uszoda.

## Története
Az Európai közbeszerzési Értesítőbe (TED) 2017. márciusában jelent meg, hogy egy fedett uszodát építenek Sopronban a Lőver Fürdő - Csík Ferenc Uszoda és Strand területén. A közbeszerzésen a Középülettervező Zrt. (KÖZTI) 164,7 millió forintos ajánlatával kapta meg a kiviteli tervek elkészítésének lehetőségét. Az új létesítményt az 1977-ben átadott Csik Ferenc uszoda helyére tervezték. 2019 januárjára kiválasztották a kivitelezőket West Hungária Bau Kft. és Fertődi Építő és Szolgáltató Zrt. konzorciumát, amely nettó 10,89 milliárd forint vállalta el a munkát. Az uszodát 2021. június 22-én adták át.

## Medencék
- 1 versenymedence (50 × 25 m, 10 pálya)
- 1 úszómedence (25 × 25 m, 10 pálya)
- 2 tanmedence (10,5 × 6 m, 120 és 80 cm mély)
- 1 lazító medence
- 1 jacuzzi

## Sportesemények
2021 decemberében két hétvégén rendezték meg a férfi és a női Magyar vízilabdakupa négyes döntőit.
2022. február 7-én bejelentették, hogy még ebben az évben Magyarország rendezi az úszó-világbajnokságot. A vízilabda torna egyik helyszíne a Lőver uszoda lett.